# Haasnoot
De naam Haasnoot is een familienaam uit het westen van Nederland.
Er zijn aanwijzingen dat de naam Haasnoot of een variant daarvan (Haesneut, Hasenoot) al vroeg in de 16e eeuw voorkomt in de Zuidelijke Nederlanden. De naam werd waarschijnlijk gebruikt door leden van de familie Van der Meer van Berendrecht, een familie van kooplieden in noten en specerijen.
In 1571 kwam de koopman Cornelis van Berendrecht uit de zuidelijke Nederlanden met de geuzen bij Katwijk aan. Ook hij handelde voordien in noten. Door zijn overgang naar het protestantisme, had hij problemen met z'n achtergrond in de Zuidelijke Nederlanden, waar hij had meegedaan aan de 'Beeldenstorm'. Waarschijnlijk is hij daarom met de geuzen naar het noorden getrokken. Zijn zoon Dirk Cornelisz nam de al bekende naam 'Haseneut' aan. Zijn eerste zoon Cornelis Dircksz Haasnoot wordt in 1630 in Katwijk geboren. Daarna volgen nog Maertje, Brechtje en Pieter.
De familie Haasnoot is een duidelijk voorbeeld van een echt Hollandse familie, zoals Geert Mak die omschrijft. De calvinistische overtuiging van zo’n familie was een voortzetting van het normen- en waardensysteem, dat in de loop der eeuwen door voorouders was ontwikkeld en dat was meegenomen uit de Zuid -Nederlandse koopmanssteden naar het noorden en dat uiteindelijk in de Republiek der Zeven Verenigde Nederlanden in de 17e eeuw verder tot bloei is gebracht. Soberheid en ingetogenheid zijn belangrijk. Geld diende tot een basis waarop volgende generaties moesten voortbouwen. Verzameld vermogen moest in stand blijven en liefst iets worden uitgebreid Ook nu nog zijn in de familie Haasnoot veel ondernemers te vinden.
Na 14 generaties komt de familienaam Haasnoot nog steeds het meest voor in de kuststreek in Holland, het westelijke gedeelte van Nederland. Begin 21e eeuw droegen zo’n 1600 Nederlanders de naam Haasnoot of een variant daarvan. Voorbeelden zijn de vicevoorzitter van de synode van de Protestantse Kerk in Nederland, Arenda Haasnoot en de schrijver Robert Haasnoot, die boeken schreef als Waanzee, waarin godsdienstwaanzin de hoofdpersoon drijft tot het vermoorden van zijn bemanning op de Gekkenlogger, een waargebeurd verhaal.